# Roques Altes (Roses)
Les Roques Altes és una muntanya de 311 metres que es troba al municipi de Roses, a la comarca catalana de l'Alt Empordà.
Al cim podem trobar-hi un vèrtex geodèsic (referència 314084016).